# Ёж (шмак)
«Ёж» — шмак Каспийской флотилии Русского царства, первоначально строившийся для комплектации Балтийского флота.

## Описание судна
Парусный шмак с деревянным корпусом один из 39 однотипных судов строившихся для нужд Балтийского флота на Услонской верфи. Названия многих из этих судов не сохранились, как и сведения о строивших их корабельных мастерах. 
В среднем российские шмаки строились около 31 метра в длину, около 7 метров в ширину и глубину интрюма в районе 2,7 метра. Длина шмаков, строившихся в 1702—1703 годах в Услони, по килю составляла от 28,2 до 28,5 метра, ширина между боковыми досками по днищу составляла 6,6 метра, высота форштевня — от 6,4 до 6,6 метра, высота ахтерштевня — 5,2 метра.
Экипажи таких судов составляли обычно 33 человека, включавшие капитана, поручика, лекаря, боцмана, констапеля, боцманмата, двух пушкарей, пяти иностранных матросов и двадцати русских матросов. Также на их борту могли размещаться до 60 солдат пехоты с «начальными людьми». Рацион одного матроса на месяц состоял из 45 фунтов сухарей, 6 фунтов сливочного масла, 1 четверти овсяной крупы, полчетверти толокна, 15 фунтов солёной рыбы, 15 фунтов солёного и сушёного мяса, 8 фунтов ветчины, 3 фунта соли, полведра вина, четверть ведра сбитня, четветь ведра уксуса, 10 вёдер «пол-пива» и 5 вёдер «доброго пива».
Был одним из трёх парусных и парусно-гребных судов в истории Российского флота, носившим такое наименование. Также в составе Азовского флота нёс службу одноимённый линейные корабль 1700 года постройки, а в составе Черноморского флота — парусно-гребная канонерская лодка 1822 года постройки.

## История службы
Шмак «Ёж» был заложен вместе с 38 однотипными судами на стапеле Услонской верфи в 1702 году. 28 апреля (9 мая) 1702 года голландский путешественник К. де Бруин, проплывавший по Волге мимо верфи в Услони и посетивший Казань, сделал записи о том, что стапелях Услонской верфи строится 40 шмаков. Во время путешествия ему также рассказали о том, что в этом месте должны построить 380 судов, часть из которых предназначались для использования в Астрахани на Каспийском море, а часть для использования в других регионах.
Шмак был спущен на воду в 1703 году и первоначально предназначался для комплектования Балтийского флота.
По одним данным шмак 1708 году с составе отряда из восьми однотипных шмаков был отправлен по внутренним водным путям в Санкт-Петербург, по другим данным 30 сентября (11 октября) 1707 года в составе отряд из 8 шмаков под командованием поручика Питера Фанреса прибыл в Ярославль, где где догнал отряд из пяти шмаков, вышедший из Казани в 1706 году, и где остался на зимовку.
В навигацию 1709 года вскрылся отряд шмаков прошёл по Тверце до Торжка, а затем Вышнего Волочка и далее до Тверецкого канала. В мае этого года М. П. Гагарин рапортовал царю о 7 кораблях отряда, стоявших сразу за Тверецким каналом. Дальнейшее продвижение флотилии в навигацию этого года из-за сохранявшегося низкого уровня воды практически остановилось и в октябре вместе с первой флотилией все корабли отряда встали на зимовку.
В кампанию 1710 года корабли флотилии подошли к порогу Кривой Голов, где 1 (12) мая на флотилию для помощи при проводке судов прибыли офицеры из шедшего впереди отряда Питера Дорнкваста. 4 (15) мая отряд подошёл к Увери, где уже было известно о том, что глубины недостаточны для проводки судов. 8 (19) мая объединенная флотилия зашла в заводь на Увери.
В июне того же года в заводи проводилось кренгование и ремонт судов отряда, с использованием припасов взятых ещё в Казани и полученных во время перехода. Также были запрошены дополнительные ресурсы для ремонта в Адмиралтейском приказе. 19 (30) июля 1710 года Питер Дорнкваст рапортовал Ф. М. Апраксину, что проводка кораблей через пороги, без их предварительной расчистки, не представляется возможной. В результате все суда флотилий оставались в указанной заводи до конца лета.
К концу лета 1710 года перспективы проводки шмаков далее представлялись сомнительными, и командиров обеих флотилий Питера Дорнкваста и Питера Фанреса, 5 (16) августа они были откомандированы в Воронеж. Экипажи и судовое имущество было передано в ведение дворянина Фаддея Кутузова. 26 августа (6 сентября) флотилии получили новых командиров, первая — штурмана Понорьева, а вторая — боцманов Юрьева и Антонова, которым предписывались указания по дальнейшей проводке и ремонту порученных им судов. В течение осени 1710 года и начала 1711 года начальники флотилии пытались найти ресурсы для ремонта кораблей. После чего в навигации 1711 и 1712 годов им удалось провести все корабли через Боровичские пороги и к октябрю 1712 года добраться до реки Волхов
С 10 (21) октября 1712 года кораблестроителем Ф. П. Пальчиковым был проведён осмотр всех судов флотилии. В декабре того же года шмак всё ещё находился у порогов на Волхове в составе Казанской флотилии.
Впоследствии шмак «Ёж» числился в списке судов Каспийской флотилии России, в составе которой и был разобран.